# Чакараву
Чакараву (канн. ಚಕಾರವು) — ча, буква алфавита каннада, глухая постальвеолярная аффриката [tʃ]. Произносится аналогично английскому ch в словах 'charity', 'charm', 'chase', 'child', 'church'. Аспирированная версия - ಛ.
В качестве подписной буквы в лигатуре пишется без талекатту и имеет название чаватту - например, ಕ್ + ಕ್ಚ = ಕ್ಚ: kca или двойная согласная ಚ್ಚ: cca. Поскольку символ слоговой гласной читается после последней (подстрочной, а при трех согласных – самой нижней) согласной, но пишется после (или над) верхней (строчной) буквой, то возникают варианты неоднозначного написания, например ಕಞ್ಚಿ или ಕಂಚಿ: kaṇci, здесь символ ಂ означает носализацию, а ಿ - вторичную (надстрочную) форму гласной ಇ: i.